# Le vkup uboga gmajna
Le vkup, uboga gmajna, poznana tudi kot Puntarska, je slovenska revolucionarna pesem, ki jo je napisal Mile Klopčič leta 1936. Pesem govori o velikem Slovenskem kmečkem uporu, ki se je zgodil leta 1515.
Melodija pesmi je prevzeta iz nemške pesmi iz 1920-ih, Wir sind des Geyers schwarzer Haufen (Mi smo Geyerjove črne čete), posvečene nemškem kmečkem uporu leta 1524 in vodji upora, Florijanu Geyerju. Melodijo si je leta 1919 izmislil Fritz Sotke (1902–1970), ki je kasneje pristopil k nacional socialistom. V drugi svetovni vojni, je bila nemška verzija te pesmi, neuradna himna 8. SS konjeniške divizije Florijan Gajer.
Pesem je bila prepevana tudi po srbskohrvaškem, pod imenom Seljačka ali tudi kot Mi smo Gupca muške čete.
Danes se Puntarska pesem pogosto šteje kot narodna in zgodovinska pesem.

## Nastanek pesmi
Glavni članek: Slovenski kmečki upor (1515).
»Le vkup, le vkup uboga gmajna!« in »Stara pravda!« so v začetku 16. stoletja vzklikali slovenski kmetje v uporih proti fevdalni gospodi. Ta dva zgodovinska okruška sta bila podlaga pesniku Miletu Klopčiču za pesem Puntarska, ki jo je leta 1936 napisal za dramo Velika puntarija Bratka Krefta.
Puntarsko pesem so prevzeli tudi komunisti, zaradi svojega besedila, ki opisuje upore proti bogati gospodi. Zaradi tega, se ta pesem še vedno pogosto prepeva med partizanskimi pevskimi zbori v Sloveniji.
Beseda gmajna prihaja iz nemške besede gemein, v pomenu pogost ali splošen in je označavala pripadnika preprostega naroda, pogosto z negativno konotacijo.

## Slovensko besedilo
Le vkup, le vkup, uboga gmajna,

heja, hejo!

Za staro pravdo zdaj bo drajna,

heja, hejo!

Zimzelen za klobuk!

Punt naj reši nas tlačanskih muk.

Le vkup, v poslednji boj, tlačani,

heja, hejo!

Sedaj se kmečka gmajna brani,

heja, hejo!

Puško, meč, kopje v dlan!

Bije za svobodo se tlačan!

Iz grajskih kevdrov teče vino,

heja, hejo!

Zažgali grofu smo graščino,

heja, hejo!

Grad gori, grof beži,

vino teče naj, če teče kri!